# Chiesa di San Michele subtus domum
La chiesa di San Michele subtus domum, successivamente divenuta San Michele sotto il Duomo, era una chiesa di Milano, situata all'angolo tra l'attuale corso Vittorio Emanuele II e via Pattari.

## Storia
La chiesa di San Michele sarebbe nata nel VII secolo come chiesa vescovile, per l'espletamento degli offici privati del vescovo di Milano, in concomitanza con la ricostruzione della stessa residenza vescovile, appunto la domus episcopi richiamata nel nome originario della chiesa. Tradizionalmente, la sua costruzione viene fatta risalire all'arcivescovo Giovanni Bono, il cui corpo sarebbe stato qui traslato soltanto da Ariberto d'Intimiano nel XI secolo.
Nel febbraio del 1395 la chiesa dovette subire delle riparazioni alla muratura, in relazione ai buchi effettuati per il fissaggio di alcune corde connesse ai lavori al vicino erigendo camposanto. I lavori al vicino camposanto avevano interessato da vicino l'edificio, tanto che risultava essere stata demolita l'abitazione dello stesso prete e con essa diverse altre case vicine su cui lo stesso sacerdote ricavava l'affitto. La stessa chiesa doveva all'epoca essere da demolirsi, tanto che nel febbraio del 1405 si valutò la casa di un tal Alberto Marliano, in contrada del Verzaro, come possibile area su cui si sarebbe potuta costruire quella nuova. Un tal Anselmo de' Marliano nel 1399 si era già interessato del fitto del prete di San Michele, che aveva appunto trovato alloggio proprio nella stessa contrada del Verzaro in cui sarebbe dovuta sorgere la nuova chiesa. Nel marzo del 1407 la chiesa risulta in parte atterrata per la costruzione del Camposanto.
Nel 1593 l'edificio venne parzialmente riconvertito ad uso commerciale; venne infine demolito tra il 1844 e il 1850 per la costruzione del Palazzo della Fabbrica del Duomo.

## Edificio
La chiesa misurava circa 20 metri di lunghezza e 12-13 di larghezza; aveva un'abside rettangolare ed era affiancata da un campanile e da una cappella. Era inoltre provvista di un pozzo ed era sovrastata da altri locali.